# فارسه‌فلد
ورسولد (به هلندی: Varsseveld) یک روستا در هلند است که در آده ایسل‌استریک واقع شده‌است.

## خصوصیات
ورسولد ۶٬۰۰۰ نفر جمعیت دارد.